# 2016년 그랑바상 총기 난사 사건
2016년 3월 13일 코트디부아르 그랑바상의 한 해변 리조트에 괴한이 침입하여 총기 난사를 일으켜 19명이 사망하고 33명이 부상을 입었다..

## 사망자
| 국적         | 수 | 출처        |
| ------------ | -- | ----------- |
| 코트디부아르 | 9  | [ 3 ]       |
| 프랑스       | 4  | [ 3 ]       |
| 레바논       | 1  | [ 3 ] [ 4 ] |
| 말리         | 1  | [ 5 ]       |
| 나이지리아   | 1  | [ 3 ]       |
| 독일         | 1  | [ 3 ]       |
| 북마케도니아 | 1  | [ 3 ] [ 6 ] |
| 국적 불명    | 1  | [ 7 ]       |
| 총합         | 19 | [ 4 ]       |

## 같이 보기
- 2015년 바마코 호텔 테러
- 2015년 수스 테러
- 2016년 와가두구 테러